# Cewnik zewnętrzny
Cewnik zewnętrzny (uridom) - to cewnik mający postać koszulki z lateksu lub silikonu, przypominający prezerwatywę. Jego wewnętrzna powierzchnia pokryta jest warstwą samoprzylepną. Zakończony jest rurką umożliwiającą połączenie wężykiem z wykonanym z miękkiego tworzywa workiem do zbiórki moczu, który jest mocowany do podudzia za pomocą gumowych taśm zapinanych na rzepy. W dolnej części worka znajduje się zaworek umożliwiający jego opróżnienie.
Odpowiednio dobrany kształt i wielkość worka umożliwiają jego zamaskowanie nogawką spodni. Po założeniu cewnika na penisa warstwa samoprzylepna zapewnia całkowitą szczelność. System umożliwia oddawanie moczu w sposób dyskretny w każdej sytuacji.
Ten sam system jest wykorzystywany przez kosmonautów na promach i stacjach kosmicznych oraz przez osoby nurkujące z wykorzystaniem suchych skafandrów (w połączeniu z zaworem P-Valve).

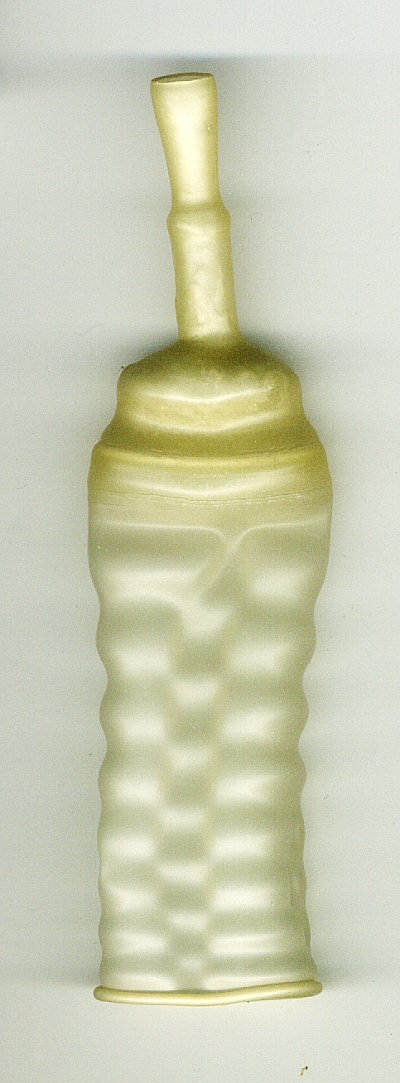
Cewnik zewnętrzny

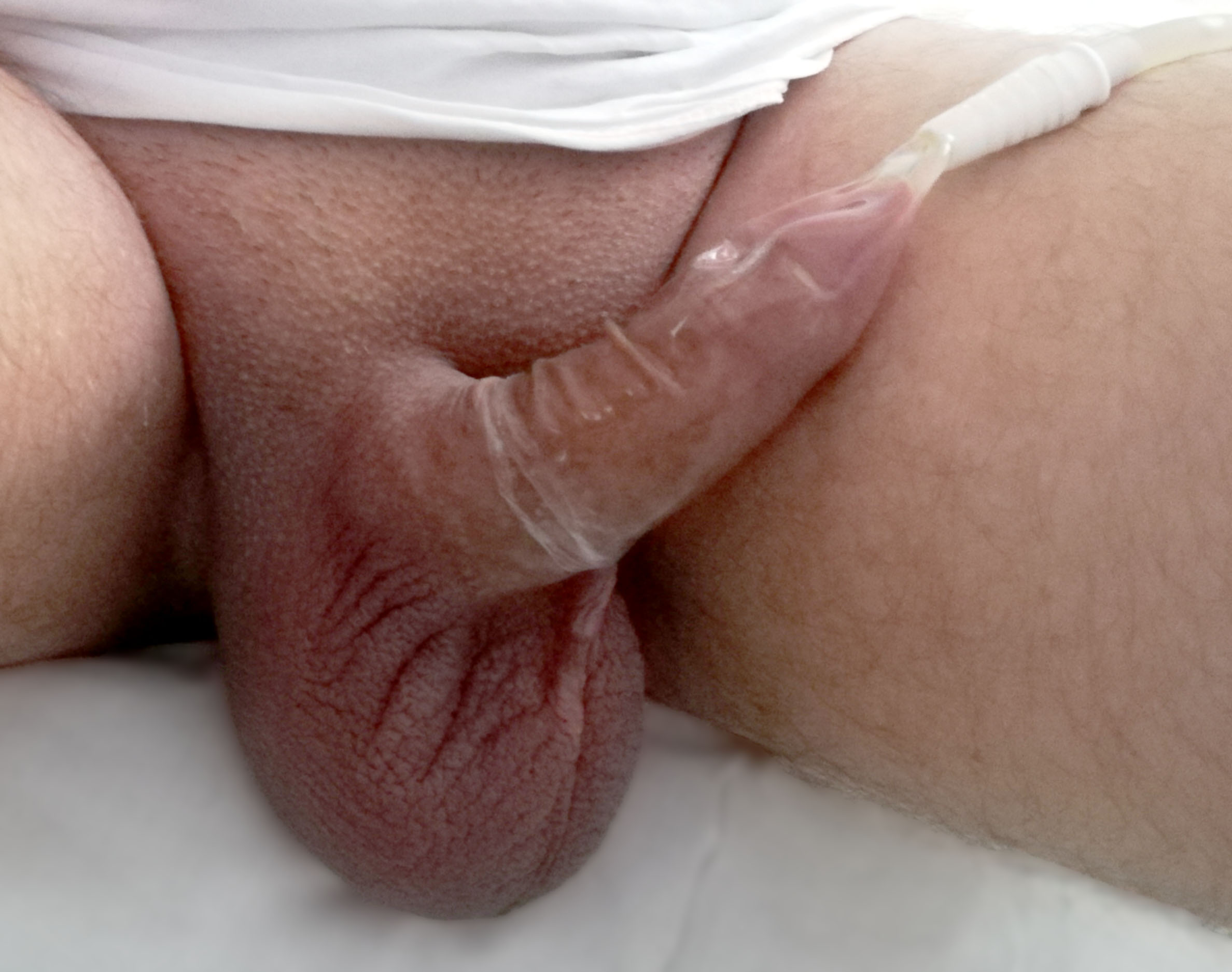
Cewnik zewnętrzny założony na penisa

Przeczytaj ostrzeżenie dotyczące informacji medycznych i pokrewnych zamieszczonych w Wikipedii.